# Limnellia
Limnellia (лат.) — род двукрылых из семейства мухи-береговушки (Ephydridae). Около 20 видов. Размеры мелкие (около 2 мм). Характеризуются расположенными на лбу 6 отстоящими щетинками и парой окологлазных волосков. Крылья пятнистые. Брюшко чёрное и блестящее. Коготки изогнутые.

## Распространение
Всесветно. Большая часть видов встречается в Неарктике (11), другие в Палеарктике (5), Афротропике (3), Неотропике (1) и в Австралазии (1). В России 3 вида
- Limnellia anderssoni Mathis, 1978
- Limnellia anna Cresson, 1935
- Limnellia balioptera Mathis, 1978
- Limnellia huachuca Mathis, 1978
- Limnellia lactea Mathis, 1978
- Limnellia lecocercus Mathis, 1978
- Limnellia maculipennis Malloch, 1925
- Limnellia quadrata (Fallen, 1813) — Палеарктика, включая Россию
- Limnellia rainier Mathis and Zack, 1980
- Limnellia sejuncta (Loew, 1863)
- Limnellia stenhammari (Zetterstedt, 1846) — Голарктика, включая Россию
- Limnellia sticta Mathis, 1978
- Limnellia turneri Mathis, 1978
- Limnellia zlobini Krivosheina, 2012[1] — Приморский край